# 五十嵐隆
五十嵐隆（1973年6月1日—），日本音樂人，樂團Syrup 16g的主唱與吉他手。出生於埼玉縣浦和市（現埼玉市）。愛稱是がっちゃん（gacchan）。

## 簡歷
小學時代，就醉心音樂，以當時流行的西方音樂為主（包括快速馬車合唱團、霍爾與奧茲、比利·乔尔、邁克爾·傑克遜等）每天都會聽3-6小時。
據他自述，就讀高中時，用在當地的一家咖啡店打工的錢買了第一個吉他。之後，因為在校園文化節之後飲酒被停課，加之討厭老師的對付，變得不再學習。大學失學時和祖父母一起去巴厘島旅行，被當地的民族音樂「卡恰」大為衝擊，回国後成為了家裡蹲。這之後，在去音樂專科學院學習時、邂逅了中畑大樹。以音訊工程師為目標，將手中的吉他和其他器材都脫售，因為覺得「不得不把討厭的音樂也當作工作來對待真是太累人了啊」，而放棄了音訊工程師的就職。在打工的同時開始了樂隊、之後這成為了Syrup 16g結成的契機。故此，樂隊結成的契機用中畑的話可以說是，在音樂專科學院時五十嵐說「大樹醬，賭上命來做吧」。於是和中畑一起創建了Syrup16g的前身樂隊「SWIMS」。五十嵐當初擔任的是吉他手，而因為最初的主唱請辭，沒有辦法，所以一度沒有主唱。
1996年搖滾樂隊Syrup 16g結成，2008年在日本武道館的公演上宣佈解散。
在這之後的沉寂中，以「犬吠（犬が吠える）」的名義從2008年的秋天開始個人樂隊的活動。成員有五十嵐隆（Vo/G）、kono（G/te'）、jōko（B/apnea）、yoko（Dr/oak）。在東名阪巡演和集會出演等live活動上披露新曲，據報道也參加了錄音工作。2009年4月18日，突然在官方網站上發表了「犬吠」解散的消息。解散理由最初並不明確，最後五十嵐自己說出是因為在新成員們中對自己所處的位置感到苦惱，新的音樂性無法明確提出，還有無法習慣自己有着自己的計劃卻什麼也不能做、任由週圍的人忙碌這種類型的制作環境，並同時向syrup16g時代開始所属的事務所請辭；以上內容在第二年再啟動時候的採訪中被透露。
2013年3月，發表了遙打破4年沉默的演唱會決定舉行的消息，同年5月8日、在NHK大廳舉辦了題名為「生還」的個人演唱會。作為支援成員的原syrup16g的中畑大樹和北田万紀也參與了演出，演唱了syrup16g和犬吠的歌曲，以及初次公開的新曲。

## 人物
- 樂隊結成当初是對The Flipper's Guitar、DIP（DIP THE FRAG）等樂隊進行模仿演奏。另外喜歡的吉他手有BARBEE_BOYS的今道有隆和史密斯的強尼·馬爾。此外也很喜歡長渕剛等民謠歌手。
- 很喜歡漫畫，比如小林善範的《新傲慢宣言特別刊·戰爭論》和柏木晴子的《花園的旋轉木馬》等。
- 與BUMP OF CHICKEN、SPITZ、CreepHyp、ART-SCHOOL、GRAPEVINE、NUMBER GIRL、Good Dog Happy Men、MO'SOME TONEBENDER、Bloodthirsty butchers等樂隊有着深交，音樂雜誌上雷密歐羅曼的藤卷亮太表達了「如果要請別人為我作曲的話那一定得是Syrup16g」的希望，同一個採訪中Mr.Children的櫻井和寿也說道「Reborn這首歌很好」（隨後Bank Band的專輯《沿志奏逢3》的收錄了此曲）。和GRAPEVINE的田中和將是一起喝酒的朋友。
- 不喜歡大規模的現場演出，曾說過「武道館舉行演出之時就是樂隊的死期」的話。因此，拒絕了亞細亞功夫時代主辦的NANO-MUGEN FES的邀請，直到解散演唱會上才第一次踏上武道館的舞台。
- 從樂隊出道起到2003年間，主要使用moon的1型拾音器的REGGAE MASTER吉他，在「敗犬」的PV中使用的是Fender Mustang（英语：Fender Mustang）（製造商不明），Reborn的PV中使用的是Rickenbacker（英语：Rickenbacker）。到2004年為止還使用Gibson SG（英语：Gibson SG）'61的再版，現在主要使用 VAN ZANDT STV-70R（Fender Stratocaster型）。[6]
- 關於個人樂隊「犬吠」的名字，在MUSICA2009年3月号上這樣說道：「在與草野正宗先生見面時他說『告訴我樂隊的名字』，當場說有點不好意思所以之後在郵件裡告訴了他『犬吠』的名字，正宗回信說『很好的樂隊名字呢、我當初也用日語名字就好了啊』。我想『啊，是好名字啊』，於是這樣決定了」。
- 「犬吠」解散後，在從事務所退社到syrup16g再啟動的4年間，幾乎什麼也沒做，僅靠專輯的再發行等的稅收度日。

## 作品

### DVD
- 『五十嵐隆「生還」 live at NHKホール 2013/05/08』（2014年6月）

## 外部連結
- 元Syrup16g五十嵐隆がソロ始動（页面存档备份，存于） - ナタリー